# Appleford-on-Thames
 (septembre 2023).
Appleford-on-Thames est une paroisse civile et un village de l'Oxfordshire, en Angleterre.